# 不里
不里（？—1252年），是察合台之孫，木阿禿干之子，他的名字在突厥語意思是狼。
據拉施德丁記載，不里的母親是察合台汗的一名官員的妻子。她是一個美女，因此吸引木阿禿干把她帶回自己斡耳朵侍寢。木阿禿干使她懷孕但没娶她，而是取走兒子照顧。
木阿禿干在圍攻巴米揚期間被殺害了，察合台選擇不里，因為木阿禿干是他最喜愛的兒子。
不里愛喝酒也性急，在蒙古第二次西征時羞辱拔都與貴由。一年後他重新合作，當蒙古人推進到中歐，他蹂躪瓦拉。
貴由於1248年去世，他支持斡兀立海迷失攝政，拔都和蒙哥也不喜歡他。他被金帳汗國一位將軍於1252年謀殺。
新元史/卷027宗室世表列不里有四子：
- 阿畢世喀（子：口口大王；孫：南忽里大王；曾孫：南失里太子）
- 合薩克
- 帖木兒不花，至元二十八年封肅遠王，賜印。
- 阿只吉

《史集》记载不里五子：合答乞薛禅、阿合马、阿只吉、额不干、阿必失哈。